# جزیره یرولیم
جزیره یرولیم (به کرواتی: Jerolim) در دریای آدریاتیک در نزدیکی شهر خوار کرواسی قرار دارد . طی فاصله یرولیم تا خوار با قایق ۵ دقیقه است . یرولیم یک جزیره خالی از سکنه و مکانی برای برهنگی در کرواسی به شمار می‌آید . 